# NGC 4617
NGC 4617 (другие обозначения — UGC 7847, MCG 9-21-28, ZWG 270.13, KARA 545, PGC 42530) — спиральная галактика (Sb) в созвездии Гончие Псы.
Этот объект входит в число перечисленных в оригинальной редакции «Нового общего каталога».
В галактике вспыхнула сверхновая SN 2005ab типа II, её пиковая видимая звездная величина составила 16,7.
В галактике вспыхнула сверхновая SN 2007ss типа Ia, её пиковая видимая звездная величина составила 16,6.